# Giacolettův model
Giacolettův model je náhradní schéma často používané pro analýzu chování bipolárních tranzistorů a polem řízených tranzistorů pro malé signály, které popsal v roce 1969 L.J. Giacoletto. Pro nízkofrekvenční obvody je velmi přesný a přidáním vhodných mezielektrodových kapacit a dalších parazitních parametrů může být rozšířen pro vyšší frekvence.

## Parametry bipolárních tranzistorů
Giacolettův model je linearizovaná aproximace dvojbranu, kterým se modeluje bipolární tranzistor. Nezávislými proměnnými modelu jsou
- {\displaystyle u_{\text{be}}} – napětí malého signálu mezi bází a emitorem (napětí báze-emitor)
- {\displaystyle u_{\text{ce}}} – napětí kolektor-emitor

závislými proměnnými jsou
- {\displaystyle i_{\text{b}}} – proud báze malého signálu
- {\displaystyle i_{\text{c}}} – proud kolektoru.[2]

V článku je dodržována obyvyklá konvence, podle které se stejnosměrné veličiny označují velkými písmeneny a charakterizují chování v ustáleném stavu (statické hodnoty), zatímco střídavé veličiny se označují malými písmeneny udávající dynamické (okamžité) hodnoty. V české literatuře se napětí označuje symbolem U příp. u, v anglické (a na obrázcích v tomto článku) symbolem V příp. v.

### Zjednodušený model

Obrázek 1: Zjednodušený nízkofrekvenční Giacolettův model bipolárního tranzistoru.

Obrázek 1 znázorňuje základní nízkofrekvenční Giacolettův model bipolárního tranzistoru. Používá tyto parametry:
- Transkonduktance {\displaystyle g_{\text{m}}=\left.{\frac {i_{\text{c}}}{u_{\text{be}}}}\right\vert _{u_{\text{ce}}=0}}

kterou lze v jednoduchém modelu vyjádřit vztahem {\displaystyle g_{\text{m}}={\frac {I_{\text{C}}}{U_{\text{T}}}}}, kde:
- {\displaystyle I_{\text{C}}\,} je klidový proud kolektoru
- {\displaystyle U_{\text{T}}~=~{\frac {kT}{e}}} je tepelné napětí, spočítané z Boltzmannovy konstanty {\displaystyle k}, náboje elektronu {\displaystyle e} a teploty {\displaystyle T} tranzistoru v kelvinech; při pokojové teplotě (22 °C, 295 K) je {\displaystyle U_{\text{T}}} 25 mV.

- Vstupní odpor {\displaystyle r_{\pi }=\left.{\frac {u_{\text{be}}}{i_{\text{b}}}}\right\vert _{u_{\text{ce}}=0}={\frac {U_{\text{T}}}{I_{\text{B}}}}={\frac {\beta _{0}}{g_{\text{m}}}}}, kde:

- {\displaystyle I_{\text{B}}} je stejnosměrný proud báze.
- {\displaystyle \beta _{0}~=~{\frac {I_{\text{C}}}{I_{\text{B}}}}\,} je stejnosměrný proudový zesilovací činitel (v modelu h-parametrů označovaný h21e nebo hfe). Závisí na typu tranzistoru, a lze jej nalézt v katalogovém listu.

- Výstupní odpor {\displaystyle r_{\text{o}}~=~\left.{\frac {u_{\text{ce}}}{i_{\text{c}}}}\right\vert _{u_{\text{be}}=0}~=~{\frac {1}{I_{\text{C}}}}\left(U_{\text{A}}\,+\,U_{\text{CE}}\right)~\approx ~{\frac {U_{\text{A}}}{I_{\text{C}}}}} způsobený Earlyho efektem ({\displaystyle U_{\text{A}}} je Earlyho napětí).

### Odvozené parametry
- Výstupní konduktance gce je převrácená hodnota výstupního odporu ro:
  - {\displaystyle g_{\text{ce}}={\frac {1}{r_{\text{o}}}}}.
- Transresistance rm je převrácená hodnota transkonduktance:
  - {\displaystyle r_{\text{m}}={\frac {1}{g_{\text{m}}}}}.

### Úplný model

Obrázek 2: Úplný Giacolettův model

Úplný model zavádí virtuální elektrodu B' tak, aby bylo možné samostatně reprezentovat odpor báze rbb (objemový odpor mezi bázovou elektrodou a aktivní oblastí báze pod emitorem) a rb'e (reprezentující proud báze potřebný pro vyrovnání rekombinace minoritních nosičů v oblasti báze). Ce je difuzní kapacita reprezentující zásobu minoritních nosičů v bázi. Pro reprezentaci Earlyho efektu a Millerova efektu jsou zavedeny zpětnovazební složky rb'c a Cc.

## Parametry tranzistoru MOS

Obrázek 3: Zjednodušený, nízkofrekvenční Giacolettův MOSFET model.

Na obrázku 3 je základní nízkofrekvenční Giacolettův model pro MOSFET. Model používá následující parametry:
- Transkonduktance {\displaystyle g_{\text{m}}=\left.{\frac {i_{\text{d}}}{u_{\text{gs}}}}\right\vert _{u_{\text{ds}}=0}}

která je v Shichmanově–Hodgesově modelu vyčíslená pomocí proudu {\displaystyle I_{\text{D}}} elektrodou drain v pracovním bodě (anglicky Q-point):
{\displaystyle g_{\text{m}}={\frac {2I_{\text{D}}}{U_{\text{GS}}-U_{\text{th}}}}},
kde:
- {\displaystyle I_{\text{D}}} je klidový proud elektrodou drain,
- {\displaystyle U_{\text{th}}} je prahové napětí (napětí potřebné pro vytvoření vodivého kanálu mezi elektrodami source a drain) a
- {\displaystyle U_{\text{GS}}} je napětí mezi elektrodami hradlo a source.

Výraz ve jmenovateli {\displaystyle U_{\text{GS}}-U_{\text{th}}} udává, o kolik je napětí mezi hradlem a elektrodou a source vyšší než prahové napětí, se anglicky obvykle nazývá overdrive voltage {\displaystyle U_{\text{ov}}}, v anglické literatuře spíše {\displaystyle V_{\text{ov}}}.
- Výstupní odpor {\displaystyle r_{\text{o}}=\left.{\frac {u_{\text{ds}}}{i_{\text{d}}}}\right\vert _{u_{\text{gs}}=0}}

způsobený modulací délky kanálu spočítaný pomocí Shichmanova–Hodgesova modelu jako
{\displaystyle {\begin{aligned}r_{\text{o}}&={\frac {1}{I_{\text{D}}}}\left({\frac {1}{\lambda }}+U_{\text{DS}}\right)\\&={\frac {1}{I_{\text{D}}}}\left(U_{E}L+U_{\text{DS}}\right)\approx {\frac {U_{E}L}{I_{\text{D}}}}\end{aligned}}}
použitím aproximace parametru λ modulace délky kanálu:
{\displaystyle \lambda ={\frac {1}{U_{E}L}}}.
Parametr UE je závislý na technologii (pro technologii 65 nm je asi 4 V/μm) a L je délka kanálu source-drain.
- Konduktance elektrody drain je převrácenou hodnotou výstupního odporu:

{\displaystyle g_{\text{ds}}={\frac {1}{r_{\text{o}}}}}.